# 미토콘드리아 이브

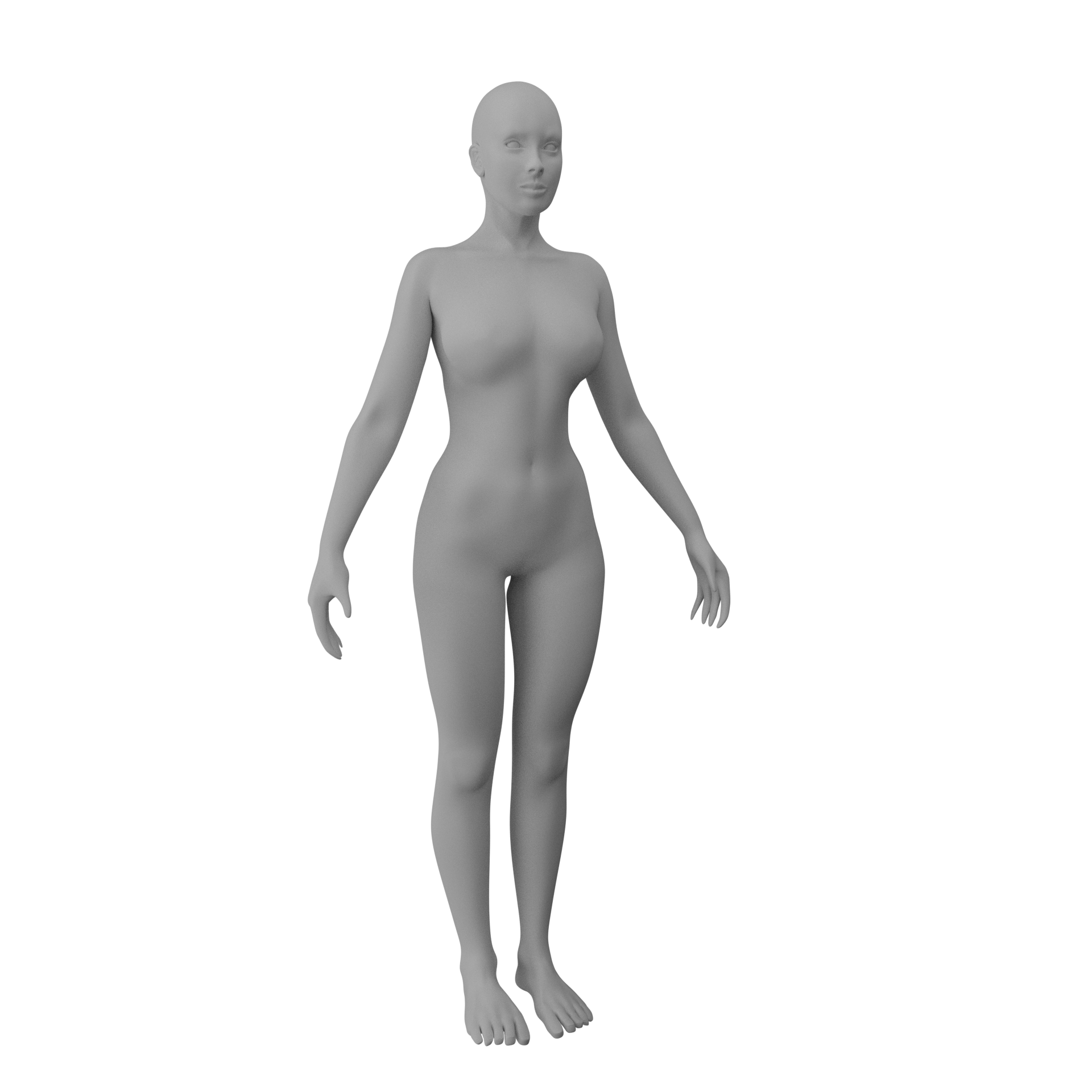
미토콘드리아 이브는 호모 사피엔스의 모계 공통 조상이다.

미토콘드리아 이브(Mitochondrial Eve)는 인류유전학에서 미토콘드리아 DNA의 변이를 거슬러 올라갈 때 상정할 수 있는 현생 인류의 미토콘드리아 DNA에 의한 가장 최근의 모계 공통 조상(mitochondrial DNA most recent common ancestor, mt-MRCA)이다. 미토콘드리아 DNA는 난자에서 유래하여 할머니에서 어머니로, 다시 그 딸로 모계 유전하기 때문에 이를 거슬러 올라가면 할머니의 할머니 식으로 인류 미토콘드리아 DNA 하플로그룹을 추적할 수 있고, 현재 살아 있는 모든 인류 집단의 미토콘드리아 하플로 그룹의 계통수를 재구성하면 과거 어느 시점에 있었던 인류 최초의 모계 집단이 가졌던 미토콘드리아 DNA의 특성을 밝혀낼 수 있다. 이 모계 집단이 미토콘드리아 이브가 된다.
현재 구성되어 있는 미토콘드리아 하플로그룹의 계통수에서는 기저에 해당하는 매크로 하플로그룹 L로 나타내고 그 하위 클레이드로 하플로그룹 L0와 하플로그룹 L1-6 이 분화되어 있으며, L1-6는 다시 하플로그룹 L1에서 하플로그룹 L6로 세분화 된다. 2013년 연구 결과는 미토콘드리아 이브의 "딸"들인 이들 하플로그룹의 분화 시기를 15만년 전 쯤으로 추정하고 있다. 이 시점은 연구 초기에는 현생 인류가 아프리카를 벗어난 시기로 해석되었지만 이후의 연구에서는 호모 사피엔스의 출현 시기로 해석되고 있다.
미토콘드리아 이브에 대응하여 할아버지에서 아버지로 아버지에서 아들로 이어지는 Y염색체에 의한 부계 유전 하플로그룹의 가장 최근 공통조상은 Y염색체 아담이라고 한다. 미토콘드리아 이브와 Y염색체 아담이 굳이 같은 시기에 살았을 이유는 없다. 독립적인 두 DNA의 돌연변이 시점이 일치할 까닭이 없기 때문이다. Y염색체의 돌연변이 시점 추정은 미토콘드리아 DNA의 것보다 더 불확실하여 최대 하한 시기와 최소 상한 시기의 폭이 매우 넓다. 2013년 추정된 Y염색체 아담의 생존 시기는 18만년 전에서 58만년 전으로 연구마다 큰 차이가 있으며, 이 가운데 미토콘드리아 이브와 겹치는 시기는 12만년 전에서 15만6천년 전 정도의 구간이다.
미토콘드리아 이브라는 명칭은 성서의 창세기에 등장하는 이브에 비유한 것이지만, 한 사람들 가리키는 것은 아니다. 초기 인류 당시에도 동일한 미토콘드리아 DNA를 공유하는 여성 집단이 있었고, 이 집단이 미토콘드리아 이브이다. 이브라는 명칭은 대중적 관심을 위해 언론에서 붙인 이른바 대중 과학에 따른 것이다. 이브라는 명칭이 암시하는 것과 달리 미토콘드리아 이브는 "인류 최초의 여성"도 아니고, "새로 출현한 종의 첫 어머니"도 아니다.

## 미토콘드리아 DNA의 모계 유전

자연 선택이든 유전자 부동이든 미토콘드리아 DNA 발생한 돌연변이는 어머니에서 딸로 유전되며 이를 근거로 현재 살아있는 모든 인구 집단이 지니는 미토콘드리아 DNA의 돌연변이 특징을 거슬러 올라가 가장 최근의 공통 조상이 지녔을 미토콘드리아 DNA의 특징을 재구성할 수 있다. 이 그림은 중간에 절멸되어 지금은 전하지 않는 것이 있더라도 현생 인류 집단만의 미토콘드리아 이브를 추적할 수 있음을 보여준다.

직접적인 유전자 검사를 할 수 없는 아주 오래 전에 죽은 사람의 유전체 전부를 재구성하는 것은 불가능하다. 그러나, 유전체는 선조에서 후손으로 계속하여 유전하기 때문에 그 일부에 대해서는 역추적이 가능하다. 미토콘드리아는 그것이 갖는 유전 특징 때문에 일찍부터 이러한 추적 도구로 주목받았다.

### 모계 유전
사람을 포함한 진핵생물의 DNA 대부분은 세포핵에 담겨있다. 그러나 미토콘드리아는 세포핵과는 다른 독립적인 DNA를 가지고 있다. 이때문에 과학자들은 미토콘드리아가 진화의 어느 시점에 공생을 통해 포섭되었을 것으로 추측한다. 미토콘드리아는 세포 호흡에 필수적인 세포소기관으로 세포가 살아갈 수 있는 에너지를 공급한다. 독립적인 DNA를 지닌 미토콘드리아는 자손을 남기는 과정에서도 독립적으로 전달된다. 한 사람 한 사람의 세포 안에 있는 미토콘드리아는 모두 어머니에게서 온 것이다. 정자와 난자는 모두 미토콘드리아를 가지고 있지만 수정이 일어나면 정자에서 온 미토콘드리아는 스스로 분해되고, 난자에서 유래한 미토콘드리아만이 살아남는다. 정자에서 온 미토콘드리아의 사멸 현상은 예쁜꼬마선충에서도 관찰될 정도로 진화의 역사에서 매우 뿌리 깊은 것이다. 드물게 정자의 미토콘드리아가 자식에게 전해지는 경우도 있지만, 이는 원래 사멸했어야 할 정자의 미토콘드리아가 어떤 이유에서든 남아 있어 생기는 문제로 세포핵 DNA와의 정합에서 유전적 질환을 일으킨다. 이때문에 정자의 미토콘드리아가 전해지더라도 대를 이어 계속 후손에게 전해지기는 매우 어렵다. 덧붙여 정자가 갖는 미토콘드리아의 수는 1천개 미만으로 난자에 있는 수만개 이상의 미토콘드리아에 비해 그 수가 매우 적다. 간혹 정자의 미토콘드리아가 수정 이후에 살아남더라도 수적 열세 때문에 다음 세대로 넘겨질 가능성은 매우 희박하다.
결국 어머니에게서 온 미토콘드리아의 DNA만이 오랜 시간에 걸쳐 대를 이어 자식에게 전달된다. 어머니가 아들과 딸을 모두 두었더라도 아들의 자식들은 아버지로부터 미토콘드리아를 전달받지 못하기 때문에 미토콘드리아 DNA는 어머니에서 딸로만 모계 유전을 하게 된다. 미토콘드리아 DNA의 이런 특징은 거꾸로 어머니에서 다시 어머니로 이어지는 모계 선조를 추적할 수 있게 한다.

### 돌연변이
한편, 미토콘드리아 DNA를 포함한 모든 유전체는 복제의 과정에서 일정 비율로 돌연변이를 일으킨다. 돌연변이의 상당수는 정상적인 유전자 발현을 방해하여 개체의 생존에 해롭기 때문에 생물들은 해로운 돌연변이를 자손에게 전달할 확률을 줄일 수 있는 다양한 메커니즘을 지니고 있다. 사람의 경우 어머니는 수천개의 미토콘드리아 사본을 가지고 있지만, 그 중에 7에서 10 정도의 사본만을 자식에게 전달하여 해로운 돌연변이의 유전을 줄인다.
그렇더라도 유전체에는 필연적으로 새로운 돌연변이가 계속 발생하기 때문에 결국은 돌연변이의 일부가 유전하게 된다. 모든 생물의 진화는 이렇게 계속하여 일어나는 돌연변이가 근본적인 원인이다. 이처럼 유전되는 돌연변이는 해당 미토콘드리아의 특징을 나타내는 "DNA 표지자"가 된다. 이러한 돌연변이 특징은 특정한 유전성 질환과 결합되기도 한다. 예를 들어 미토콘드리아 유전자 A1555G의 돌연변이는 선천적 난청의 원인이 된다.
인류 미토콘드리아 DNA는 1만6천5백 개의 염기쌍으로 구성되어 있고, 이 가운데 실제 기능하는 유전자는 모두 37개(단백질 발현 유전자 13 개, 전령 RNA 생성 유전자 22 개, 리보솜 대단위와 소단위를 이루는 2 개)이다. 나머지 구간은 작동하지 않는 슈도진, 세포핵 DNA와 결합하는 텔로미어로 되어 있다. 슈도진 구간도 계속하여 돌연변이를 일으키지만 실제 살아가는 데에는 아무런 관련이 없기 때문에 선택압을 받지 않아 유전자 부동의 결과만 반영되는 중립 진화 이론을 따르게 된다. 이 경우의 돌연변이는 그저 DNA 표지자로서만 기능한다.

### 하플로그룹의 형성

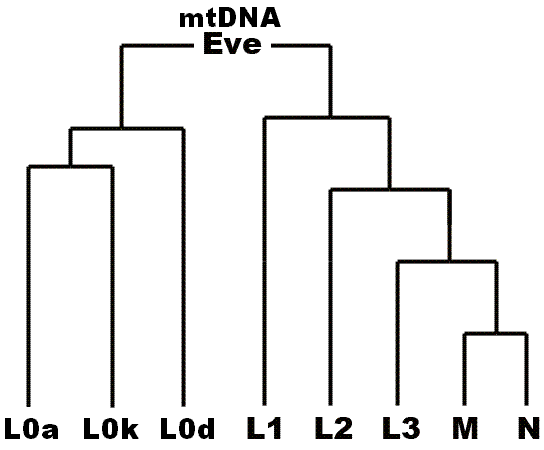
인류 미토콘드리아 DNA 하플로그룹 계통수의 간단한 도해

미토콘드리아 DNA의 어느 구간에서든 발생한 돌연변이가 안정적으로 유전된다면 세대를 거듭하여 같은 돌연변이를 지니는 집단을 형성하게 된다. 이를 인류 미토콘드리아 DNA 하플로그룹이라고 한다. 이들 하플로그룹은 DNA 표지자의 차이에 의해 정의된다. DNA 표지자를 정의한 기준에는 케임브리지 기준 서열(Cambridge Reference Sequence, CRS)와 같은 것들이 있다. 각각의 표지자는 단일염기 다형성을 보이는 돌연변이의 결과이다. 예를 들어 DNA의 동일한 위치에 어떤 사람은 A - G - G - T의 서열을 갖는데 다른 사람은 A - T - G - T 의 서열을 갖는다면 염기쌍 하나에서 차이를 보인다. 이렇게 염기쌍 서열의 한 곳에서 차이를 보이는 것이 단일염기 다형성이다. 이것을 집단으로 확장하면 염기 서열의 한 곳에서 차이를 보이는 두 집단을 구별할 수 있고, 가계도를 통해 집단의 유전을 추적할 수 있다. 동일한 DNA 표지자로 묶인 혈통의 집단은 계통군을 형성하는데, 이들은 동일한 조상을 공유한다. 이렇게 동일한 조상을 공유하여 동일한 DNA 표지자를 지닌 계통군이 하플로그룹이다.
하플로그룹도 그 사이에 서열이 있다. 돌연변이는 누적되기 때문이다. 한 번 생긴 돌연변이는 사라지지 않고 다음 세대로 전달된다. 그런데 돌연변이는 계속하여 생겨나므로 어느 시점의 자손은 또 다른 돌연변이를 갖게 된다. 즉 선조에서 계속된 돌연변이와 자기 대에 생겨난 돌연변이를 다 갖게 된다. 그 후의 자손은 오래 전에 생겨난 돌연변이와 그보다 늦은 시기에 생겨난 돌연변이를 모두 갖게 되며, 이렇게 돌연변이는 계속하여 누적되게 된다. 이를 바탕으로 미토콘드리아 하플로그룹도 보다 오래된 계통과 비교적 최근에 생긴 계통을 구분하여 계통수를 재구성할 수 있다.
계통수에는 오직 하나의 혈통만이 계속되는 경우도 있지만 많은 다양한 하위 계통군을 포괄하는 경우도 있다. 하위 계통군이 많은 하플로그룹은 특별히 매크로 하플로그룹이라고 부른다. 미토콘드리아 이브는 현재 살아있는 모든 집단의 하플로그룹을 비교하여 상위로 거슬러 올라갈 때 최상위에 해당하는 하플로그룹, 즉 현재 살아 있는 모든 인류 집단의 미토콘드리아 DNA가 공통으로 포함하는 DNA 표지자로 구성되고, 그보다 나중에 제각기 일어난 돌연변이에 의해 정의되는 DNA 표지자는 제외한 매크로 하플로그룹을 의미하며 "매크로 하플로그룹 L"로 불린다. 미토콘드리아 이브는 호모 사피엔스 그 자체의 출현을 나타내는 것으로 볼 수 있고, 최소한 현재 살아 있는 모든 인류, 즉 미토콘드리아 이브로부터 끊임없이 이어진 직계후손종(chronospecies, 또는 연대종)의 시초로도 볼 수 있다. 다시 말해 미토콘드리아 이브보다 오랜 선조는 종을 달리하여 네안데르탈인과 현생 인류의 공동조상과 같이 지금은 멸종한 사람속의 다른 종이 된다.
미토콘드리아 이브로부터 수 많은 하플로그룹이 갈라져 나왔고, 그 중에 가장 오래되고 추가적인 돌연변이가 거의 없어 미토콘드리아 이브에 가장 가깝다고 여겨지는 그룹은 하플로 그룹 L0이다. 미토콘드리아 DNA의 돌연변이 발생 빈도는 뉴클레오티드 하나당 3천5백년에 한 번으로 알려져 있다. DNA의 돌연변이 발생은 확률적으로 일어나는 일이기 때문에 어느 계통이 여러 차례 돌연변이를 발생시키며 그 중에는 딸을 남기지 못해 사라져 버리는 혈통이 생기는 동안에도 다른 계통은 별다른 변화없이 계속하여 유지될 수 있다.
현생 인류는 지리상 어느 한 곳에서 비교적 적은 인구로 시작되어 지구 곳곳으로 퍼져나갔고 이렇게 하여 생긴 지리적 격차로 서로 계속하여 혼인하고 자손을 남기는 유전자 이동에 제약을 받았다. 그 결과 서로 다른 하플로그룹은 각자 독자적인 DNA 표지자를 지닌 별개의 하플로그룹으로 분산되었다. 미토콘드리아 하플로그룹의 분포는 현생 인류의 아프리카 기원설을 지지한다.
최근 연구를 반영한 미토콘드리아 하플로그룹의 계통수는 아래의 표와 같다.
| 인류 미토콘드리아 DNA (mtDNA) 하플로그룹 계보 |                       |      |      |      |      |      |      |      |      |      |      |      |      |      |    |    |        |        |   |   |   |   |   |   |   |  |   |   |   |   |  |  |  |  |    |    |    |
|                                               | 미토콘드리아 이브 (L) |      |      |      |      |      |      |      |      |      |      |      |      |      |    |    |        |        |   |   |   |   |   |   |   |  |   |   |   |   |  |  |  |  |    |    |    |
| L0                                            | L1–6                  | L1–6 | L1–6 | L1–6 | L1–6 | L1–6 | L1–6 | L1–6 | L1–6 | L1–6 | L1–6 | L1–6 | L1–6 | L1–6 |    |    |        |        |   |   |   |   |   |   |   |  |   |   |   |   |  |  |  |  |    |    |    |
| L0                                            | L1                    | L2   |      |      |      | L3   | L3   | L3   | L3   | L3   | L3   | L3   | L3   | L3   | L3 | L3 | L3     | L3     |   |   |   |   |   |   |   |  |   |   |   |   |  |  |  |  | L4 | L5 | L6 |
| L0                                            | L1                    | L2   | M    | M    | M    | M    | M    | M    | M    | N    | N    | N    | N    | N    | N  |    |        |        |   |   |   |   |   |   |   |  |   |   |   |   |  |  |  |  | L4 | L5 | L6 |
| L0                                            | L1                    | L2   | CZ   | CZ   | D    | E    | G    | Q    |      | O    | A    | S    | R    | R    | R  | R  | R      | R      | R | R | R | R | R | R | R |  | I | W | X | Y |  |  |  |  | L4 | L5 | L6 |
| L0                                            | L1                    | L2   | C    | Z    | D    | E    | G    | Q    | B    | O    | A    | S    | F    | R0   | R0 |    | pre-JT | pre-JT |   |   | P | P |   | U |   |  | I | W | X | Y |  |  |  |  | L4 | L5 | L6 |
| L0                                            | L1                    | L2   | C    | Z    | D    | E    | G    | Q    | B    | O    | A    | S    | F    | HV   | HV | JT | JT     | K      |   |   | P | P |   |   |   |  | I | W | X | Y |  |  |  |  | L4 | L5 | L6 |
| L0                                            | L1                    | L2   | C    | Z    | D    | E    | G    | Q    | B    | O    | A    | S    | F    | H    | V  | J  | T      | K      |   |   | P | P |   |   |   |  | I | W | X | Y |  |  |  |  | L4 | L5 | L6 |

## 연구사

### 초기 연구
미토콘드리아 이브에 대한 초기 연구는 1970년대 말에서 1980년대 초 사이에 진행되었다. 분자 시계를 이용한 연구에서 앨런 윌슨, 마크 스톤킹, 레베카 L. 칸, 웨슬리 브라운은 인류 미토콘드리아 DNA의 돌연변이 발생 빈도가 백만년 마다 염기쌍 하나에 0.02의 치환율을 보여 핵 DNA에 비해 5배 내지 10배나 빠르게 진행된다는 점을 알아냈다. 당시는 인간 게놈 프로젝트가 막연히 개념만 구상되던 시점이었고, DNA 염기쌍을 확인하는 방법도 큰 비용과 많은 시간을 들이는 것 말고 없었기 때문에, 상대적으로 염기서열의 길이가 매우 작은 미토콘드리아 DNA가 인류유전학의 주목을 받던 시기였다. 이 연구는 비교를 위해 인간 외에도 침팬지, 고릴라, 보노보의 미토콘드리아 DNA도 함께 분석하였다. 1980년 브라운은 21명의 사람에게서 얻은 데이터로 이들의 모계 공통 조상의 생존 시기를 18만년 전으로 추정하였다. 1982년 아프리카 기원설을 지지하는 연구결과가 발표되어 기존의 다른 가설이었던 아시아 기원설은 큰 타격을 입었다. 오늘날에도 아시아 기원설을 주장하는 학자들이 있으나 인류유전학자의 대다수는 아프리카 기원설을 지지한다.

### 1987년 《네이처》 등재 논문

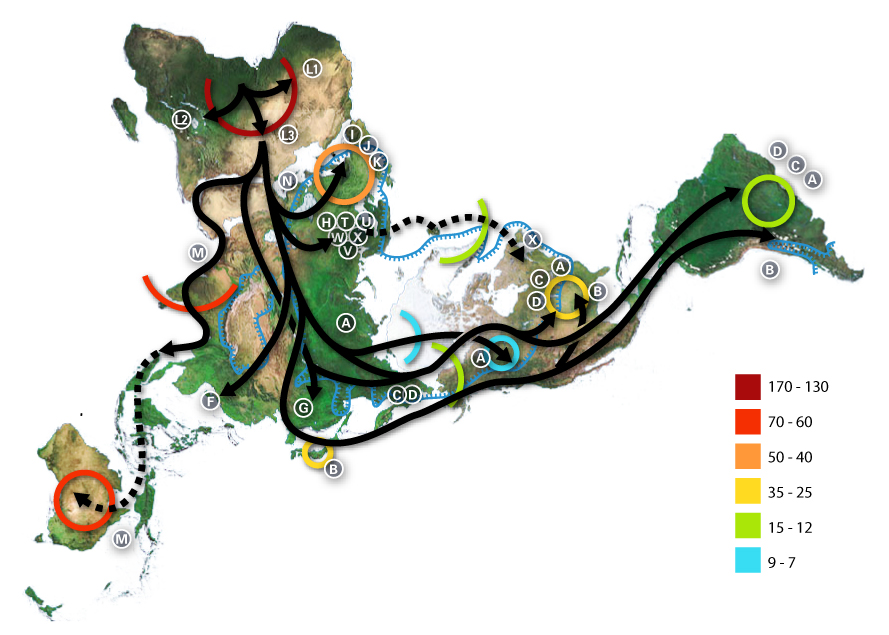
미토콘드리아 하플로그룹의 이동 경로

1985년 서로 다른 인구 집단에 속한 145명의 여성과 두 개의 불멸화 세포주(헬라 세포와 !쿵족 여성에서 채취한 GM 3043)의 미토콘드리아를 분석하고 40여 회 이상의 검토를 거친 연구 결과가 《네이처》에 기고되었고 1987년 등재되었다. 이 연구 결과는 현생 인류의 미토콘드리아 하플로그룹이 14만년 전에서 20만년 전 사이 아프리카에 살던 단일한 집단에서 유래되었다고 결론지었다.
"이브"가 아프리카에 살았다는 이 연구 결론으로 그 때 당시까지도 여전히 논란이었던 현생 인류의 다지역 기원설은 많은 근거를 상실하였다.
캔이나 스톤킹, 윌슨 등은 "미토콘드리아 이브"라거나 "이브"라는 표현을 사용한 적이 없다. 연구 논문에 "이브"라는 이름이 등장한 것은 1987년 로저 르윈이 《사이언스》에 기고한 〈가면을 벗은 미토콘드리아 이브〉가 처음이다. 사람들은 "미토콘드리아 DNA에 의한 인류의 가장 최근의 모계 공통 조상"이라는 길고 어려운 용어보다 성서 속의 이브에 비유한 직관적인 용어를 선호하였고, 《네이처》는 연구 동향을 알리며 〈에덴 동산을 벗어나〉라는 제목을 달았다. 정작 논문 저자였던 윌슨은 "운좋은 어머니"란 표현을 사용하였다. 수 많은 혈통 중에 유전체가 현생 인류까지 전달된 것은 무엇보다 그저 운이 좋았기 때문이라는 의미가 담겨있다. 윌슨은 "이브"라고 불리는 것에 유감을 나타냈다. 1988년 1월 11일 발간된 《뉴스위크》가 아담과 이브를 커버 사진으로 택하고 〈아담과 이브에 대한 연구〉를 제목으로 뽑고 1987년 1월 26일 자 《타임스》도 같은 커버스토리를 다루게 되자 "미토콘드리아 이브"는 대중적인 명칭이 되었다.

### 비판과 후기 연구
1987년 《네이쳐》 등재 논문이 발표된 직후 이것의 방법론을 비판하고 새롭게 분석한 논문이 발표되었다. 이후 1990년대 내내 미토콘드리아 이브의 생존 시기와 모계 유전을 보이는 인구 집단의 특정 양 분야 모두에 대한 추가적인 연구가 진행되었다. 1997년 앨런 템플레턴은 1987년 《네이쳐》 등재 논문이 인류의 아프리카 기원설을 뒷받침 하지 못한다고 비판하였다. 이후로도 한 동안 원래의 논문에 대한 이러저러한 비판이 이어졌고 동시에 같은 방법을 사용한 다양한 연구가 진행되기도 하였다.
1997년 퍼슨스 팀은 가계도가 잘 정리되어 있는 러시아의 로마노프 왕가를 대상으로 한 미토콘드리아 돌연변이 비율을 조사하였고 기존의 연구보다 실제 발생 빈도가 20배 이상 높다고 발표하였다. 이 주장이 맞다면 미토콘드리아 이브의 생존시기는 고작해야 6천년 내외가 되기 때문에 창조론을 지지하는 측은 대대적으로 환영하였다. 이른바 젊은 지구 창조설을 주장하는 측이 내세우는 창조 시기가 그 쯤이기 때문이다. 그러나 이 연구는 단일 혈통만을 대상으로 한 결과이기 때문에 일반화에 무리가 있다. 퍼슨스의 계산이 모두 옳다고 가정해도 이 결과는 로마노프 왕가 모계 혈통의 시조가 살던 시기만을 나타낼 뿐이다. 현생 인류는 그 이전에도 훨씬 오랜 시기 동안 지구 곳곳에 살고 있었고 다양한 혈통을 지닌 계통군으로 나뉘어 있다. 과학적 연구 결과를 명시적이든 암묵적이든 창조를 바탕으로 비판을 가하는 것은 반지성주의적 태도이지만, 미토콘드리아 이브는 대중적 유명세를 탄 "이브"라는 명칭 때문에 이를 자초한 면이 있다.
1987년 《네이쳐》 등재 논문의 연구팀은 연대 측정에 달리 제한을 두지 않았지만, 다양한 후속 연구는 이 연구의 연대 측정과 비슷한 결과를 도출하였다. 1987년 후반에 발표된 연구에서는 14만년에서 20만년 전으로 연대를 추정하였고, 2013년 연구에서는 미토콘드리아 이브의 생존 시기를 16만년 전으로 아프리카를 벗어난 시기를 9만5천년 전으로 보았다. 2013년 9개의 서로 다른 인구 집단의 사람 69 명을 대상으로 한 총유전체 분석에서 미토콘드리아 이브의 생존 시기는 9만9천년 전에서 14만8천년 전 사이, Y염색체 아담의 생존시기는 12만년 전에서 15만6천년 전 사이로 분석되었다.

## 대중적 수용과 오해
《뉴스위크》가 1988년 1월 캔 연구팀의 결과를 〈과학자들 인류 기원에 대한 논쟁적인 이론을 설명하다〉라는 제목으로 소개하며 "미토콘드리아 이브"라는 명칭을 사용한 이래 대중 사이에서는 "미토콘드리아 DNA에 의한 인류의 가장 최근 모계 공통 조상"이라는 개념보다는 "이브"라는 표현이 압도적으로 널리 사용되었다. 오히려 과학계가 이를 수용하여 논문에서도 "미토콘드리아 이브"라는 명칭을 사용하기 시작하였고 이러한 명칭은 그것이 갖는 직관성 때문에 오히려 오해를 가져오기도 하였다. 특히 무언가 창조론과 연관되어 있다는 막연한 인식은 사회적 문제가 되기도 하였다.
"미토콘드리아 이브"라는 명칭은 1990년대 유행하였던 대중 과학이 만들어 낸 컨텍스트의 명암을 극명하게 나타낸다. 원래의 개념이 갖는 함의를 직관적으로 전달하여 흥미를 자극하고 관심을 유도하는 반면, 그 직관성 때문에 오히려 자세한 개념의 이해 없이 오해하기 쉽기 때문이다. 미토콘드리아 이브의 과학적 개념은 하플로그룹을 이루는 집단을 대상으로 하지만 대중은 쉽게 이를 단 한 명의 구체적인 개인으로 받아들인다. 그러나 미토콘드리아 이브는 성서에 등장하는 "최초의 여성"을 뜻하지 않는다. 또한 미토콘드리아 DNA는 인간 게놈 가운데 매우 작은 부분에 불과하기 때문에, 이것이 모계 유전한다는 것이 다른 모든 형질의 유전을 대표하지도 않는다. 따라서 미토콘드리아 이브는 단일한 개체로서 한 사람 한 사람을 뜻하는 것이 아니라, 집단 내에 전해지는 특정 유전적 표지의 특성만을 나타낼 뿐이다. 그럼에도 사람들은 종종 특정한 어머니 아무개에서 특정한 딸 아무개로 이어지는 단일하고 선형적인 계보를 상상한다.
한편 부계 유전하는 Y염색체는 미토콘드리아와 전혀 다른 유전체로 독립적인 염색체이다. 미토콘드리아 DNA가 모계 유전하고, Y염색체는 부계 유전한다는 것을 제외하면 둘 사이의 연관 관계는 없다. 그저 둘 다 유전자 재조합을 하지 않고 전달되어 계통을 추적할 수 있다는 특징 때문에 인류유전학의 지표로 사용될 뿐이다. 그럼에도 불구하고 사람들은 성서의 "아담과 이브"라는 개념이 너무나 친숙하기 때문에 미토콘드리아 이브와 Y염색체 아담이 실재로 부부관계였을 것이라고 착각하거나 같은 시대를 살았다고 오해한다. 그러나 둘이 함께 살았을 이유는 없다. 둘의 하플로그룹은 전혀 별개의 독립적인 돌연변이에 의해 구성되기 때문이다. 2013년의 연구 결과에서 미토콘드리아 이브와 Y염색체 아담의 생존시기는 최대 하한과 최소 상한을 고려할 때 약 3만년 정도 겹치지만, 사람의 수명이 수십 년 정도임을 생각한다면 크게 의미있는 일은 아니다.

## 같이 보기
- 모든 생물의 공통 조상
- 중립 진화 이론
- 인류의 진화
- Y염색체 아담
- 멍고인
- Y염색체 아론

## 참고 문헌
- Atkinson, QD; Gray, RD; Drummond, AJ (January 2009), “Bayesian coalescent inference of major human mitochondrial DNA haplogroup expansions in Africa”, 《Proceedings of the Royal Society B: Biological Sciences》 276 (1655): 367–73, doi:10.1098/rspb.2008.0785, PMC 2674340, PMID 18826938
- Ayala, F (1995), “The myth of Eve:molecular biology and human origin”, 《Science》 270 (5244): 1930–36, Bibcode:1995Sci...270.1930A, doi:10.1126/science.270.5244.1930, PMID 8533083
- Balloux, F; Handley, LJ; Jombart, T; Liu, H; Manica, A (2009), “Climate shaped the worldwide distribution of human mitochondrial DNA sequence variation”, 《Proc Biol Sci》 276 (1672): 3447–55, doi:10.1098/rspb.2009.0752, PMC 2817182, PMID 19586946
- Behar, D; Villems; Soodyall; Blue-Smith; Pereira; Metspalu; Scozzari; Makkan; Tzur (May 2008), “The dawn of human matrilineal diversity”, 《American Journal of Human Genetics》 82 (5): 1130–40, doi:10.1016/j.ajhg.2008.04.002, PMC 2427203, PMID 18439549
- Brown, WM (June 1980), “Polymorphism in mitochondrial DNA of humans as revealed by restriction endonuclease analysis”, 《Proc. Natl. Acad. Sci. USA》 77 (6): 3605–09, Bibcode:1980PNAS...77.3605B, doi:10.1073/pnas.77.6.3605, PMC 349666, PMID 6251473
- Cann, RL; Stoneking, M; Wilson, AC (1987), “Mitochondrial DNA and human evolution”, 《Nature》 325 (6099): 31–36, Bibcode:1987Natur.325...31C, doi:10.1038/325031a0, PMID 3025745, S2CID 4285418
- Cox, MP (August 2008), “Accuracy of molecular dating with the rho statistic: deviations from coalescent expectations under a range of demographic models”, 《Hum. Biol.》 80 (4): 335–57, doi:10.3378/1534-6617-80.4.335, PMID 19317593, S2CID 207701422
- Dawkins, Richard (2004), 《The ancestor's tale: a pilgrimage to the dawn of evolution》, Boston: Houghton Mifflin, ISBN 978-0-618-00583-3
- Endicott, P; Ho, SY (April 2008), “A Bayesian evaluation of human mitochondrial substitution rates”, 《Am. J. Hum. Genet.》 82 (4): 895–902, doi:10.1016/j.ajhg.2008.01.019, PMC 2427281, PMID 18371929
- Endicott, P; Ho, SY; Metspalu, M; Stringer, C (September 2009), “Evaluating the mitochondrial timescale of human evolution”, 《Trends Ecol. Evol.》 24 (9): 515–21, doi:10.1016/j.tree.2009.04.006, PMID 19682765
- Excoffier, L; Yang, Z (October 1999), “Substitution rate variation among sites in mitochondrial hypervariable region I of humans and chimpanzees”, 《Mol. Biol. Evol.》 16 (10): 1357–68, doi:10.1093/oxfordjournals.molbev.a026046, PMID 10563016
- Felsenstein, J (April 1992), “Estimating effective population size from samples of sequences: inefficiency of pairwise and segregating sites as compared to phylogenetic estimates”, 《Genet. Res.》 59 (2): 139–47, doi:10.1017/S0016672300030354, PMID 1628818
- Ferris, SD; Brown, WM; Davidson, WS; Wilson, AC (October 1981), “Extensive polymorphism in the mitochondrial DNA of apes”, 《Proc. Natl. Acad. Sci. U.S.A.》 78 (10): 6319–23, Bibcode:1981PNAS...78.6319F, doi:10.1073/pnas.78.10.6319, PMC 349030, PMID 6273863
- Gibbons, Anne (January 1998), “Calibrating the mitochondrial clock”, 《Science》 279 (5347): 28–29, Bibcode:1998Sci...279...28G, doi:10.1126/science.279.5347.28, PMID 9441404, S2CID 29855766
- Gonder, MK; Mortensen, HM; Reed, FA; de Sousa, A; Tishkoff, SA (December 2007), “Whole-mtDNA genome sequence analysis of ancient African lineages”, 《Mol. Biol. Evol.》 24 (3): 757–68, doi:10.1093/molbev/msl209, PMID 17194802
- Hazelwood, L; Steele, J (2004), “Spatial dynamics of human dispersals: Constraints on modelling and archaeological validation”, 《Journal of Archaeological Science》 31 (6): 669–79, doi:10.1016/j.jas.2003.11.009
- Ho, SY; Larson, G (February 2006), “Molecular clocks: when times are a-changin'”, 《Trends Genet.》 22 (2): 79–83, doi:10.1016/j.tig.2005.11.006, PMID 16356585
- Ingman, M; Kaessmann, H; Pääbo, S; Gyllensten, U (December 2000), “Mitochondrial genome variation and the origin of modern humans”, 《Nature》 408 (6813): 708–13, Bibcode:2000Natur.408..708I, doi:10.1038/35047064, PMID 11130070, S2CID 52850476
- Kaessmann, H; Pääbo, S (January 2002), “The genetical history of humans and the great apes”, 《J. Intern. Med.》 251 (1): 1–18, doi:10.1046/j.1365-2796.2002.00907.x, PMID 11851860, S2CID 7453672
- Loogväli, Eva-Liis; Kivisild, Toomas; Margus, Tõnu; Villems, Richard; O'Rourke, Dennis;  외. (2009),  O'Rourke, Dennis, 편집., “Explaining the Imperfection of the Molecular Clock of Hominid Mitochondria”, 《PLOS ONE》 4 (12): e8260, Bibcode:2009PLoSO...4.8260L, doi:10.1371/journal.pone.0008260, PMC 2794369, PMID 20041137
- Kimura, Motoo; Ohta, Tomoko (2001), “Theoretical Aspects of Population Genetics”, 《Monographs in Population Biology》 (Princeton University Press) 4: 1–219, ISBN 978-0-691-08098-7, PMID 5162676
- Loewe, L; Scherer, S (November 1997), “Mitochondrial Eve: The Plot Thickens”, 《Trends in Ecology & Evolution》 12 (11): 422–23, doi:10.1016/S0169-5347(97)01204-4, PMID 21238138
- Maca-Meyer, N; González, AM; Larruga, JM; Flores, C; Cabrera, VM (2001), “Major genomic mitochondrial lineages delineate early human expansions”, 《BMC Genet.》 2 (1): 13, doi:10.1186/1471-2156-2-13, PMC 55343, PMID 11553319
- Mishmar, D; Ruiz-Pesini, E; Golik, P; Macaulay, V; Clark, AG; Hosseini, S; Brandon, M; Easley, K;  외. (January 2003), “Natural selection shaped regional mtDNA variation in humans”, 《Proc. Natl. Acad. Sci. USA》 100 (1): 171–76, Bibcode:2003PNAS..100..171M, doi:10.1073/pnas.0136972100, PMC 140917, PMID 12509511
- Nei, M (November 1992), “Age of the common ancestor of human mitochondrial DNA”, 《Mol. Biol. Evol.》 9 (6): 1176–8, doi:10.1093/oxfordjournals.molbev.a040785, PMID 1435241
- Nielsen, R; Beaumont, MA (March 2009), “Statistical inferences in phylogeography”, 《Mol. Ecol.》 18 (6): 1034–47, doi:10.1111/j.1365-294X.2008.04059.x, PMID 19207258, S2CID 13613087
- Oppenheimer, Stephen (2004), 《The Real Eve: Modern Man's Journey Out of Africa》, New York: Carroll & Graf, ISBN 978-0-7867-1334-9
- Pritchard, JK; Seielstad, MT; Perez-Lezaun, A; Feldman, MW (1999), “Population growth of human Y chromosomes: a study of Y chromosome microsatellites.”, 《Mol Biol Evol》 16 (12): 1791–98, doi:10.1093/oxfordjournals.molbev.a026091, PMID 10605120
- Reed, FA; Tishkoff, SA (2006), “Africa human diversity, origins and migrations”, 《Current Opinion in Genetics & Development》 16 (6): 597–605, doi:10.1016/j.gde.2006.10.008, PMID 17056248
- Rohde, DL; Olson, S; Chang, JT (September 2004), “Modelling the recent common ancestry of all living humans” (PDF), 《Nature》 431 (7008): 562–66, Bibcode:2004Natur.431..562R, CiteSeerX 10.1.1.78.8467, doi:10.1038/nature02842, PMID 15457259, S2CID 3563900
- Santos, C; Sierra, B; Alvarez, L; Ramos, A; Fernández, E; Nogués, R; Aluja, MP (2008), “Frequency and pattern of heteroplasmy in the control region of human mitochondrial DNA”, 《J Mol Evol》 67 (2): 191–200, Bibcode:2008JMolE..67..191S, doi:10.1007/s00239-008-9138-9, PMID 18618067, S2CID 1143395
- Schaffner, SF (2004), “The X chromosome in population genetics”, 《Nature Reviews Genetics》 5 (1): 43–51, doi:10.1038/nrg1247, PMID 14708015, S2CID 15772901
- Soares, P; Ermini, L; Thomson, N; Mormina, M; Rito, T; Röhl, A; Salas, A; Oppenheimer, S; Macaulay, V (June 2009), “Correcting for purifying selection: an improved human mitochondrial molecular clock”, 《American Journal of Human Genetics》 84 (6): 740–59, doi:10.1016/j.ajhg.2009.05.001, PMC 2694979, PMID 19500773
- Suissa, S; Wang, Z; Poole, J; Wittkopp, S; Feder, J; Shutt, TE; Wallace, DC; Shadel, GS; Mishmar, D (2009),  Desalle, Rob, 편집., “Ancient mtDNA genetic variants modulate mtDNA transcription and replication”, 《PLOS Genetics》 5 (5): e1000474, doi:10.1371/journal.pgen.1000474, PMC 2673036, PMID 19424428
- Sykes, Bryan (2001), 《The Seven Daughters of Eve》, New York: Norton, ISBN 978-0-393-02018-2
- Sykes, Brian D. (2003), 《Adam's curse: a future without men》, London: Bantam, ISBN 978-0-593-05005-7
- Takahata, N (January 1993), “Allelic genealogy and human evolution”, 《Mol. Biol. Evol.》 10 (1): 2–22, doi:10.1093/oxfordjournals.molbev.a039995, PMID 8450756
- Takahata, N; Lee, SH; Satta, Y (2001), “Testing multiregionality of modern human origins”, 《Mol Biol Evol》 18 (2): 172–83, doi:10.1093/oxfordjournals.molbev.a003791, PMID 11158376
- Tamura, K; Nei, M (May 1993), “Estimation of the number of nucleotide substitutions in the control region of mitochondrial DNA in humans and chimpanzees”, 《Mol. Biol. Evol.》 10 (3): 512–26, doi:10.1093/oxfordjournals.molbev.a040023, PMID 8336541
- Tang, H; Siegmund, DO; Shen, P; Oefner, PJ; Feldman, MW (May 2002), “Frequentist estimation of coalescence times from nucleotide sequence data using a tree-based partition”, 《Genetics》 161 (1): 447–59, PMC 1462078, PMID 12019257
- Vigilant, L; Pennington, R; Harpending, H; Kocher, TD; Wilson, AC (December 1989), “Mitochondrial DNA sequences in single hairs from a southern African population”, 《Proc. Natl. Acad. Sci. USA》 86 (23): 9350–4, Bibcode:1989PNAS...86.9350V, doi:10.1073/pnas.86.23.9350, PMC 298493, PMID 2594772
- Tishkoff, SA; -Gonder, MK; Henn, BM; Mortensen, H; Knight, A; Gignoux, C; Fernandopulle, N; Lema, G; Nyambo, TB (2007), “History of Click-Speaking Populations of Africa Inferred from mtDNA and Y Chromosome Genetic Variation”, 《Molecular Biology and Evolution》 24 (10): 2180–95, doi:10.1093/molbev/msm155, PMID 17656633
- Tishkoff, S. A.; Reed, F. A.; Friedlaender, F. R.; Ehret, C.; Ranciaro, A.; Froment, A.; Hirbo, J. B.; Awomoyi, A. A.; Bodo, J.-M. (2009), “The Genetic Structure and History of Africans and African Americans”, 《Science》 324 (5930): 1035–44, Bibcode:2009Sci...324.1035T, doi:10.1126/science.1172257, PMC 2947357, PMID 19407144
- Vigilant, L; Stoneking, M; Harpending, H; Hawkes, K; Wilson, AC (September 1991), “African populations and the evolution of human mitochondrial DNA”, 《Science》 253 (5027): 1503–07, Bibcode:1991Sci...253.1503V, doi:10.1126/science.1840702, PMID 1840702
- Watson E, Forster P, Richards M, Bandelt HJ (September 1997), “Mitochondrial footprints of human expansions in Africa”, 《Am. J. Hum. Genet.》 61 (3): 691–704, doi:10.1086/515503, PMC 1715955, PMID 9326335
- Wilson, Allan C.; Cann, Rebecca L.; Carr, Steven M.; George, Matthew; Gyllensten, Ulf B.; Helm-Bychowski, Kathleen M.; Higuchi, Russell G.; Palumbi, Stephen R.; Prager, Ellen M.; Sage, Richard D.; Stoneking, Mark (1985), “Mitochondrial DNA and two perspectives on evolutionary genetics”, 《Biol J Linn Soc Lond.》 26 (4): 375–400, doi:10.1111/j.1095-8312.1985.tb02048.x
- Wilder, JA; Mobasher, Z; Hammer, MF (2004), “Genetic evidence for unequal effective population sizes of human females and males”, 《Mol Biol Evol》 21 (11): 2047–57, doi:10.1093/molbev/msh214, PMID 15317874
- White, TD; Asfaw, B; Beyene, Y; Haile-Selassie, Y; Lovejoy, CO; Suwa, G; WoldeGabriel, G (October 2009), “Ardipithecus ramidus and the paleobiology of early hominids”, 《Science》 326 (5949): 75–86, Bibcode:2009Sci...326...75W, doi:10.1126/science.1175802, PMID 19810190, S2CID 20189444

### 내용주
1. ↑  2013년 발표된 두 연구는 미토콘드리아 하플로그룹의 첫 분기점을 95% 신뢰수준에서 15만년 전으로 추정하였고, 같은 해 포즈니크 연구팀이 발표한 연구 결과는 95% 신뢰 수준에서 9만9천년 전에서 14만8천년 전으로 추정하였다.[1] (ML whole-mtDNA age estimate: 178.8 [155.6; 202.2], ρ whole-mtDNA age estimate: 185.2 [153.8; 216.9], ρ synonymous age estimate: 174.8 [153.8; 216.9]), 2013년 푸 연구팀의 결과는 "13만4천년 전에서 18만8천년 전"[2] 2009년 소아레스 연구팀의 결과는 15만년 전에서 23만4천년 전 이었다.[3]
2. ↑  "주의 사항: 미토콘드리아 이브는 최초의 여성도 아니고 새로 출현한 종의 첫 어머니도 아니다. 추가적인 주의 사항: 미토콘드리아 이브의 상정은 현재 살아있는 인류 집단의 미토콘드리아 DNA 돌연변이 추적에 의한 것일 뿐으로, 다른 계통의 여성이 없었다거나 그 후손이 존재하지 않았다는 것을 의미하지 않는다. 다시 한 번 주의 사항: 만일 현생 인류 집단에서 아직까지 발견되지 않은 매우 오래된 미토콘드리아 DNA의 돌연변이 패턴이 확인된다면 현재 우리가 미토콘드리아 이브라고 부르는 가장 최근의 공통조상이 지니는 특징과 생존 시기는 변경될 수 있다."[10]
3. ↑  미토콘드리아 DNA의 특정구간(예를 들어 16129, 16223, 16311, 16362)은 다른 구간보다 돌연변이 발생 빈도가 높다. 이 구간의 표지자는 다른 구간에 비해 시기 추정 방식을 달리한다. – Excoffier & Yang (1999).

### 참조주
1. 1 2 3  Poznik GD, Henn BM, Yee MC, Sliwerska E, Euskirchen GM, Lin AA, Snyder M, Quintana-Murci L, Kidd JM, Underhill PA, Bustamante CD (August 2013). “Sequencing Y chromosomes resolves discrepancy in time to common ancestor of males versus females”. 《Science》 341 (6145): 562–65. Bibcode:2013Sci...341..562P. doi:10.1126/science.1237619. PMC 4032117. PMID 23908239.
2. 1 2  Fu Q, Mittnik A, Johnson PL, Bos K, Lari M, Bollongino R, Sun C, Giemsch L, Schmitz R, Burger J, Ronchitelli AM, Martini F, Cremonesi RG, Svoboda J, Bauer P, Caramelli D, Castellano S, Reich D, Pääbo S, Krause J (2013년 3월 21일). “A revised timescale for human evolution based on ancient mitochondrial genomes”. 《Current Biology》 23 (7): 553–59. doi:10.1016/j.cub.2013.02.044. PMC 5036973. PMID 23523248.
3. 1 2 3  Soares, P; Ermini, L; Thomson, N; Mormina, M; Rito, T; Röhl, A; Salas, A; Oppenheimer, S; Macaulay, V (June 2009). “Correcting for purifying selection: an improved human mitochondrial molecular clock”. 《American Journal of Human Genetics》 84 (6): 740–59. doi:10.1016/j.ajhg.2009.05.001. PMC 2694979. PMID 19500773.
4. ↑  Endicott, P; Ho, SY; Metspalu, M; Stringer, C (September 2009), “Evaluating the mitochondrial timescale of human evolution”, 《Trends Ecol. Evol.》 24 (9): 515–21, doi:10.1016/j.tree.2009.04.006, PMID 19682765
5. ↑  “New 'molecular clock' aids dating of human migration history”. University of Leeds. 2009년 6월 3일. 2017년 8월 20일에 원본 문서에서 보존된 문서. 2019년 12월 23일에 확인함.
6. ↑  Mendez, Fernando; Krahn, Thomas; Schrack, Bonnie; Krahn, Astrid-Maria; Veeramah, Krishna; Woerner, August; Fomine, Forka Leypey Mathew; Bradman, Neil; Thomas, Mark (2013년 3월 7일). “An African American paternal lineage adds an extremely ancient root to the human Y chromosome phylogenetic tree” (PDF). 《American Journal of Human Genetics》 92 (3): 454–59. doi:10.1016/j.ajhg.2013.02.002. PMC 3591855. PMID 23453668. 2019년 9월 24일에 원본 문서 (PDF)에서 보존된 문서. 2020년 11월 22일에 확인함. (95% confidence interval 237–581 kya)
7. ↑  Barras, Colin (2013년 3월 6일). “The father of all men is 340,000 years old”. 《New Scientist》. 2013년 3월 13일에 확인함.
8. ↑  Francalacci P, Morelli L, Angius A, Berutti R, Reinier F, Atzeni R, Pilu R, Busonero F, Maschio A, Zara I, Sanna D, Useli A, Urru MF, Marcelli M, Cusano R, Oppo M, Zoledziewska M, Pitzalis M, Deidda F, Porcu E, Poddie F, Kang HM, Lyons R, Tarrier B, Gresham JB, Li B, Tofanelli S, Alonso S, Dei M, Lai S, Mulas A, Whalen MB, Uzzau S, Jones C, Schlessinger D, Abecasis GR, Sanna S, Sidore C, Cucca F (2013). “Low-pass DNA sequencing of 1200 Sardinians reconstructs European Y-chromosome phylogeny”. 《Science》 341 (6145): 565–69. Bibcode:2013Sci...341..565F. doi:10.1126/science.1237947. PMC 5500864. PMID 23908240.
9. ↑  Cann, RL (2013). “Y weigh in again on modern humans”. 《Science》 341 (6145): 465–67. Bibcode:2013Sci...341..465C. doi:10.1126/science.1242899. PMID 23908212. S2CID 206550892.
10. ↑  “Jordan: 'Mitochondrial Eve'”. 《weber.ucsd.edu》. 2011. 2012년 1월 7일에 확인함.
11. ↑  미토콘드리아의 비밀 - ‘그들’의 동거는 언제 시작됐을까, 동아사이언스, 2016년 7월 3일
12. ↑  ‘미토콘드리아의 의문사’ 용의자와 범행 동기는?, 한겨레 사이언스온, 2013. 04. 24
13. ↑  부계 미토콘드리아도 자식에게 전달, 사이언스타임스, 2018년 12월 24일
14. ↑  Giles, Richard E; Blanc, H; Cann, H M; Wallace, D C (1980). “Maternal inheritance of human mitochondrial DNA”. 《PNAS》 77 (11): 6715–19. Bibcode:1980PNAS...77.6715G. doi:10.1073/pnas.77.11.6715. PMC 350359. PMID 6256757.
15. ↑  Birky, C. William (2008), “Uniparental inheritance of organelle genes”, 《Current Biology》 18 (16): R692–R695, doi:10.1016/j.cub.2008.06.049, PMID 18727899, S2CID 9866662
16. ↑  미토콘드리아 DNA 유전질환 적은 이유는 '병목현상', 동아사이언스, 2019년 11월 19일
17. ↑  오승하 외, 미토콘드리아 유전자 A1555G 돌연변이에 의한 가족성 난청：한국의 1가계, Korean J Otolaryngol 1999;42:1353-8
18. ↑  Mitochondrial DNA, MedilinePlus
19. ↑  Gibbons, A (January 1998), “Calibrating the Mitochondrial Clock”, 《Science》 279 (5347): 28–29, Bibcode:1998Sci...279...28G, doi:10.1126/science.279.5347.28, PMID 9441404, S2CID 29855766
20. ↑  Brown, WM; George Jr, M; Wilson, AC (1979). “Rapid evolution of animal mitochondrial DNA”. 《PNAS》 76 (4): 1967–71. Bibcode:1979PNAS...76.1967B. doi:10.1073/pnas.76.4.1967. PMC 383514. PMID 109836.
21. ↑  Ferris, SD; Brown, WM; Wilson, AC (1981). “Evolutionary tree for apes and humans based on cleavage maps of mitochondrial DNA”. 《PNAS》 78 (4): 2432–36. Bibcode:1981PNAS...78.2432F. doi:10.1073/pnas.78.4.2432. PMC 319360. PMID 6264476.
22. ↑  Brown, WM (1980). “Polymorphism in mitochondrial DNA of humans as revealed by restriction endonuclease analysis”. 《PNAS》 77 (6): 3605–09. Bibcode:1980PNAS...77.3605B. doi:10.1073/pnas.77.6.3605. PMC 349666. PMID 6251473.
23. ↑  Cann, RL; Brown, WM; Wilson, AC (1982). “Evolution of human mitochondrial DNA: a preliminary report”. 《Progress in Clinical and Biological Research》 103 (Pt A): 157–65. PMID 6298804.
24. ↑  Cann, RL; Wilson, AC (1983). “Length mutations in human mitochondrial DNA”. 《Genetics》 104 (4): 699–711. PMC 1202135. PMID 6311667.
25. 1 2  Gitschier J (2010), “All about Mitochondrial Eve: An interview with Rebecca Cann”, 《PLOS Genetics》 6 (3): e1000959, doi:10.1371/journal.pgen.1000959, PMC 2877732, PMID 20523888
26. ↑  Cann RL, Stoneking M, Wilson AC (1987), “Mitochondrial DNA and human evolution”, 《Nature》 325 (6099): 31–36, Bibcode:1987Natur.325...31C, doi:10.1038/325031a0, PMID 3025745, S2CID 4285418
27. ↑  Vigilant L, Stoneking M, Harpending H, Hawkes K, Wilson AC (September 1991), “African populations and the evolution of human mitochondrial DNA”, 《Science》 253 (5027): 1503–07, Bibcode:1991Sci...253.1503V, doi:10.1126/science.1840702, PMID 1840702
28. 1 2 3  Lewin R (1987). “The unmasking of mitochondrial Eve”. 《Science》 238 (4823): 24–26. Bibcode:1987Sci...238...24L. doi:10.1126/science.3116666. PMID 3116666.
29. ↑  Wainscoat J (1987). “Out of the garden of Eden”. 《Nature》 325 (6099): 13. Bibcode:1987Natur.325...13W. doi:10.1038/325013a0. PMID 3796736. S2CID 13187170.
30. ↑  Wilkins, Alasdair (2012년 1월 27일). “The scientists behind Mitochondrial Eve tell us about the "lucky mother" who changed human evolution forever”. 《Gizmodo》. 2019년 12월 23일에 확인함.[깨진 링크(과거 내용 찾기)]
31. ↑  Cann RL (1997). 〈Chapter 4: Mothers, Labels, and Misogyny〉.   Hager LD. 《Women in Human Evolution》. London: Routledge. 75–89쪽. ISBN 9780415108331.
32. ↑  Tierney J (1992). “The Search for Adam and Eve”. 《Newsweek》. Carter G. Woodson Institute for Afro-American and African Studies via Internet Archive. 2015년 3월 20일에 원본 문서에서 보존된 문서. 2019년 7월 21일에 확인함.
33. ↑  Lemonick MD (1987년 1월 26일). “Everyone's Genealogical Mother”. 《Time》. 2013년 8월 19일에 원본 문서에서 보존된 문서. 2013년 5월 13일에 확인함.
34. ↑  Darlu P, Tassy P (1987). “Disputed African origin of human populations”. 《Nature》 329 (6135): 111–12. Bibcode:1987Natur.329..111D. doi:10.1038/329111b0. PMID 3114640. S2CID 4313392.
35. ↑  Maddison DR (1991). “African Origin of human mitochondrial DNA reexamined”. 《Systematic Zoology》 40 (3): 355–63. doi:10.2307/2992327. JSTOR 2992327.
36. ↑  Nei M (1992). “Age of the common ancestor of human mitochondrial DNA”. 《Molecular Biology and Evolution》 9 (6): 1176–78. doi:10.1093/oxfordjournals.molbev.a040785. PMID 1435241.
37. ↑  Ayala FJ (1995). “The myth of Eve: molecular biology and human origins” (PDF). 《Science》 270 (5244): 1930–36. Bibcode:1995Sci...270.1930A. doi:10.1126/science.270.5244.1930. PMID 8533083. S2CID 42801341.
38. ↑  Templeton, A. R. (2002). “Out of Africa again and again” (PDF). 《Nature》 416 (6876): 45–51. Bibcode:2002Natur.416...45T. doi:10.1038/416045a. PMID 11882887. S2CID 4397398. 2020년 4월 12일에 원본 문서 (PDF)에서 보존된 문서. 2020년 11월 22일에 확인함.
39. ↑  Templeton A (1997). “Out of Africa? What do genes tell us?”. 《Current Opinion in Genetics & Development》 7 (6): 841–47. doi:10.1016/S0959-437X(97)80049-4. PMID 9468796.
40. ↑  Parsons, TJ; Muniec, DS; Sullivan, K; Alliston-Greiner, R; Wilson, MR; Berry, DL; Holland, KA; Weedn, VW;  외. (April 1997), “A high observed substitution rate in the human mitochondrial DNA control region”, 《Nat. Genet.》 15 (4): 363–68, doi:10.1038/ng0497-363, PMID 9090380, S2CID 32812244
41. ↑  Harrub, Brad; Thompson, Bert (2003). “The Demise of Mitochondrial Eve”. 2019년 9월 10일에 확인함.
42. ↑  Holsinger K (2012년 9월 29일). “(Mathematics of the coalescent) An example: Mitochondrial Eve”. 《Holsinger Lab》. 2013년 5월 16일에 확인함.
43. ↑  Cyran KA, Kimmel M (2010). “Alternatives to the Wright-Fisher model: the robustness of mitochondrial Eve dating”. 《Theor Popul Biol》 78 (3): 165–72. doi:10.1016/j.tpb.2010.06.001. PMID 20600209.
44. ↑  Stephen Oppenheimer (2003), 《The Real Eve: Modern Man's Journey Out of Africa》, New York: Basic Books, ISBN 978-0-7867-1192-5
45. ↑  Wieland C (2005), “Mitochondrial Eve and biblical Eve are looking good: criticism of young age is premature”, 《Journal of Creation》 19 (1): 57–59
46. ↑  Nelson CW (2003년 4월 1일). “Genetics and Biblical Demographic Events”. 《answersingenesis.org》. Answers in Genesis. 2013년 5월 16일에 확인함.
47. ↑  Oakes J. “Can the human arguments about mitochondrial Eve and y-chromosome Adam be extended to the animal world to test the reality of the flood of Noah?”. 《Evidence for Christianity》. Answers in Genesis. 2013년 5월 16일에 확인함.
48. ↑  Dawkins, Richard (2004). 《The ancestor's tale: a pilgrimage to the dawn of evolution》. Boston: Houghton Mifflin. ISBN 978-0-618-00583-3.
49. ↑  Cruciani, F; Trombetta, B; Massaia, A; Destro-Bisol, G; Sellitto, D; Scozzari, R (2011년 6월 10일). “A Revised Root for the Human Y Chromosomal Phylogenetic Tree: The Origin of Patrilineal Diversity in Africa”. 《The American Journal of Human Genetics》 88 (6): 814–18. doi:10.1016/j.ajhg.2011.05.002. PMC 3113241. PMID 21601174.
50. ↑  Callaway, Ewen (2013년 8월 6일). “Genetic Adam and Eve did not live too far apart in time”. 《Nature》. doi:10.1038/nature.2013.13478. S2CID 170608686.